# داني فان دير موت
داني فان دير موت (بالهولندية: Dani van der Moot)‏ (7 مارس 1997 بزاندام في هولندا - ) هو لاعب كرة قدم هولندي في مركز الهجوم. لعب مع نادي آيندهوفن وJong PSV ‏.

## وصلات خارجية
- داني فان دير موت على موقع قاعدة بيانات كرة القدم.إي يو (الإنجليزية)
- داني فان دير موت على موقع Soccerway.com (الإنجليزية)
- داني فان دير موت على موقع عالم كرة القدم.نت (الإنجليزية)